# 朝比奈城
朝比奈城（あさひなじょう）は、静岡県藤枝市岡部町殿地区にあった戦国時代の日本の城（山城）。この地域の豪族朝比奈氏の居城。藤枝市指定史跡 。殿山城とも。

## 概要
町内を流れる朝比奈川とその支流・野田沢川に挟まれた山の上にあり、駿河と遠江の2派に別れた朝比奈氏のうち、朝比奈元長（親徳）や信置らを輩出した駿河朝比奈氏の詰城とされる 。
朝比奈氏は岡部氏にならぶ戦国武将であり、現地に設置された解説板では、「止駄郡殿村にあり、今川家の功臣朝比奈某の築く所にして、永禄年中まで朝比奈家代々の居城なり（『戦国雑誌』）」という記事を紹介していて、永禄（1558年～1570年）年代まで使われたと考察している。天守閣や復元建物などはないが、山頂から分かれた2筋の稜線上にそれぞれ異なる山城遺構が造られており、曲輪や土塁、堀切が残っている。